# Catostomus occidentalis lacusanserinus
Catostomus occidentalis lacusanserinus is een ondersoort van de straalvinnige vissen uit de familie van de zuigkarpers (Catostomidae). De wetenschappelijke naam van de soort is voor het eerst geldig gepubliceerd in 1913 door Fowler.